# Relações entre Catar e Estados Unidos

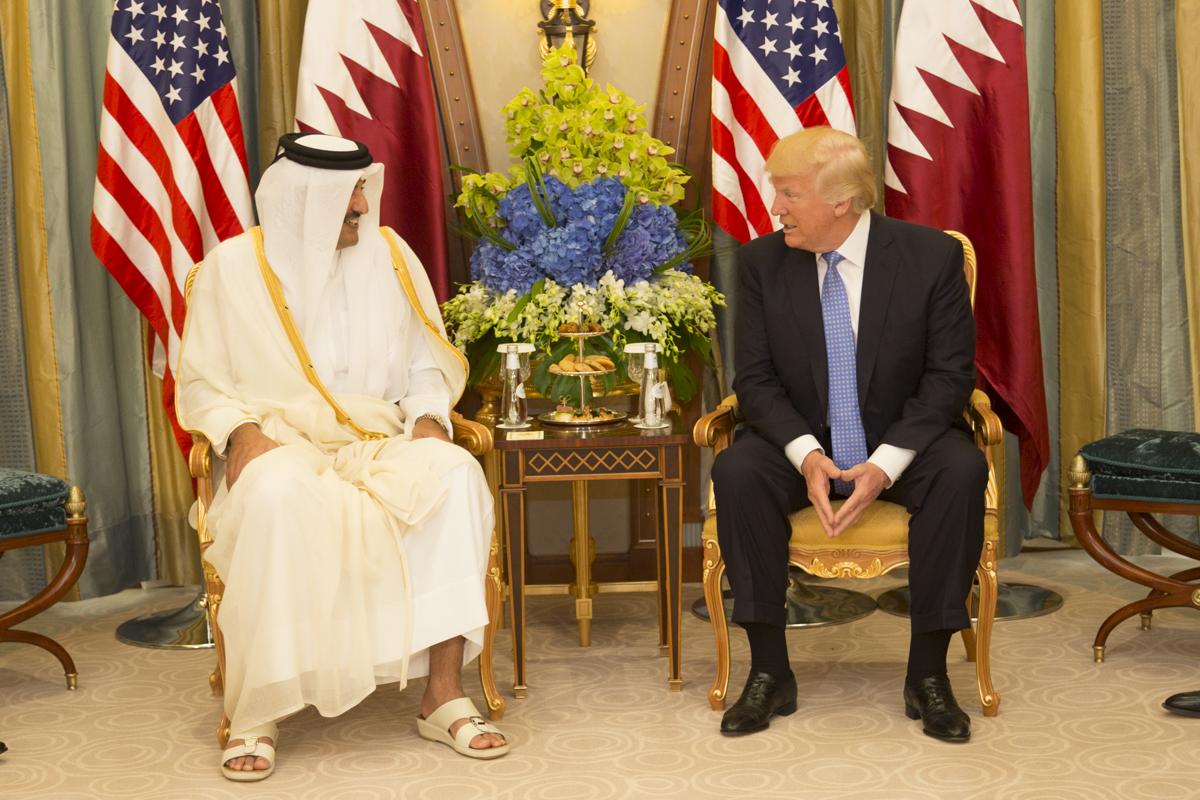
O Presidente dos Estados Unidos, Donald Trump, com o Emir do Catar, Tamim bin Hamad al-Thani, em Maio de 2017.

As relações entre Catar e Estados Unidos são as relações diplomáticas estabelecidas entre o Estado do Catar e os Estados Unidos da América. Os dois países estabeleceram relações diplomáticas em 1972, após o Catar obter a sua independência do Reino Unido.

## Cooperação militar
Após as operações militares conjuntas durante a Guerra do Golfo, em 1991, o Catar e os Estados Unidos concluíram um Acordo de Cooperação de Defesa que foi posteriormente expandido. Em abril de 2003, o Centro de Operações Aéreas de Combate dos Estados Unidos para o Oriente Médio mudou-se da Base Aérea Prince Sultan, na Arábia Saudita, para a Base Aérea Al Udeid do Catar.